# Por el amor de Dios
For the Love of God (en español: Por el Amor de Dios) es una escultura del artista Damien Hirst, producida en 2007. Se trata de un molde de platino de una calavera humana incrustada con 8.601 diamantes sin defectos, entre ellos un diamante rosa en forma de pera ubicado en la frente. El costo fue de £ 14 millones para producirlo, el trabajo fue en la exhibición en la galería White Cube de Londres en una exposición Beyond belief con un precio de £ 50 millones. Esto habría sido el precio más alto jamás pagado por una sola obra de un artista vivo.

## Producción
El cráneo humano utilizado como base para el trabajo, fue comprado en una tienda en Islington, se piensa que es el de un europeo de treinta y cinco años que vivió entre 1720 y 1810. El título de la obra se inspiró supuestamente por la madre de Hirst, quien una vez le preguntó: "Por el amor de Dios, ¿qué vas a hacer ahora?".
Hecho por la Real joyería Bentley & Skinner, comprende 8.601 impecables pavé de diamantes puestos, con un peso total de 1,106.18 quilates (221,24 g), sobre un molde de platino, cubierto el cráneo totalmente, con la excepción de los dientes originales del cráneo. En el centro de la frente se encuentra un diamante de color rosa en forma de pera, el cual es la pieza central de la obra. Todos los diamantes utilizados para el trabajo son de origen ético.
Hirst afirma que la idea para este trabajo provino de una calavera turquesa azteca que está en el Museo Británico.
El artista John LeKay, un amigo de Hirst en la década de 1990, dijo que el trabajo se basa en un cráneo cubierto de cristales que LeKay había hecho en 1993. LeKay dijo: "Cuando me enteré de lo que estaba haciendo, me sentí como si estuviera siendo golpeado en el estómago. Cuando vi la imagen en línea, sentí que una parte de mí estaba en la pieza. Yo estaba un poco sorprendido".

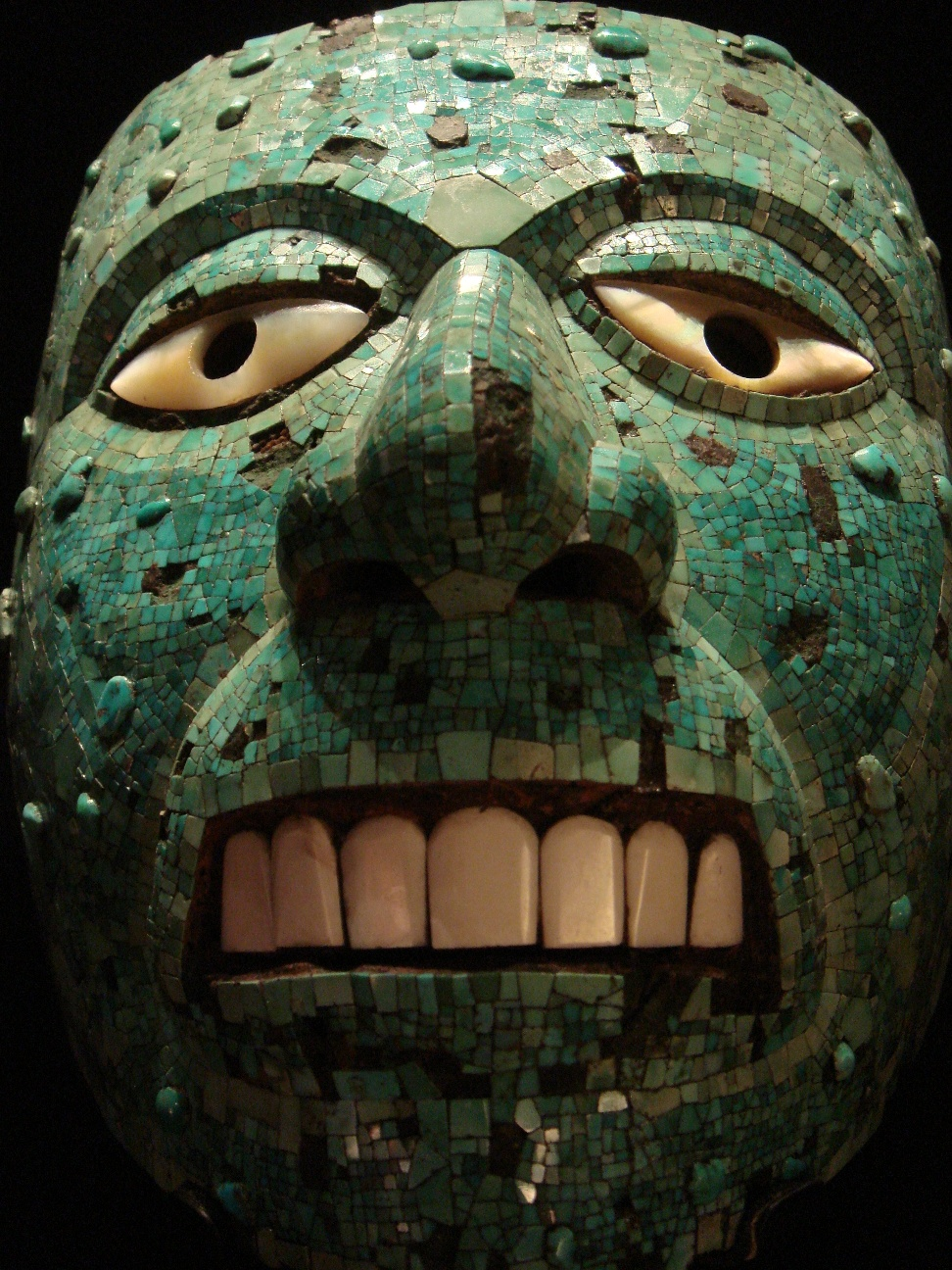
Un ejemplo de una máscara azteca en incrustaciones de turquesa y otros materiales, British Museum

## Exhibición
El 1 de junio de 2007, For the Love of God fue puesta en exhibición, dentro de una vitrina iluminada en una habitación oscura en la planta superior de la galería White Cube en St. James's, Londres, con fuertes medidas de seguridad. Se informó el 11 de junio de 2007 que el cantante George Michael y su pareja Kenny Goss se interesaron en la compra de la pieza por alrededor de £ 50 millones.
Entre noviembre y diciembre de 2008, Hirst exhibió el cráneo de diamantes en el histórico Rijksmuseum de Ámsterdam, Países Bajos en medio de la controversia pública. El cráneo fue exhibido junto a una exposición de pinturas de la colección del museo que fueron seleccionados y comisariada por Hirst. Según Wim Pijbes, el director del museo, no hubo controversia al mostrar el cráneo en el museo histórico entre los miembros de la junta. Explicó que la exposición "va a atraer a la gente y darle un nuevo aspecto a la imagen del Rijksmuseum, así que refuerza nuestra imagen. Por supuesto, hacemos a los viejos maestros, pero no somos una "institución del ayer". Es todo actual. Y Damien Hirst muestra esto de una manera muy fuerte". Un periodista belga, en respuesta comentó cómo la instalación de la calavera de diamantes en el Rijks era "un proyecto muy controvertido intencionadamente".
For the Love of God también fue mostrado en el ayuntamiento de Florencia, Italia.